# Escadron de transport 88 Larzac
Pour les articles homonymes, voir Larzac (homonymie).
L'escadron de transport 88 Larzac est une unité de transport de l'armée de l'air française stationné sur la Base aérienne 188 à Djibouti et fait partie des Forces françaises à Djibouti.
L'ET 88 est équipé, fin 2019, de trois hélicoptères SA330 Puma, ainsi que d'un CASA CN-235 en rotation depuis des unités de la métropole. En juin 2020, il est prévu qu'il reçoive deux hélicoptères Caracal en 2023/2024,.

## Historique
- 31 décembre 1958 : formation de l'EOM 88 à partir de l'ELA 51 sur Junkers 52 et Flamant
- 1959 : des C-47 remplacent les Ju-52, complétés par des Broussard
- 1963 : arrivée de deux hélicoptères Sikorsky H-19
- 1967 : les H-19 sont remplacés par des H-34 et des Alouette II
- octobre 1967 : arrivée du premier Noratlas
- 1970 : l'escadron est redésigné en GAMOM 88 (Groupe Aérien Mixte)
- 1972 : retrait des H-34
- 1er avril 1976 : l'unité devient l'ETOM 88
- 1982 : le 3 février, le Noratlas n°140 s'écrase sur le Mont-Garbi avec 36 militaires à bord. Aucun survivant[3].
- juillet 1983 : remplacement des derniers Noratlas par des C-160 Transall de la base aérienne 123 Orléans-Bricy
- 1988 : l'ETOM 88 prend son nom tradition de "Larzac"; remplacement des Alouette II par une Alouette III
- Été 1996 : Affectation de deux Puma SA330Ba SAR
- 1997 : après une première insertion en 1993 et un retrait provisoire, un AS-555 Fennec remplace définitivement l'Alouette III
- Retrait du Fennec[Quand ?]
- septembre 2012 : l'ETOM 88 devient l'ET 88.
- avril 2014 : Reprise des traditions des Escadrilles BR 117 (Escadrille Hélicoptère) et BR 120 (Escadrille Avion). Ces escadrilles de la Première Guerre mondiale était en sommeil depuis 1941[4].
- 18 juillet 2019 : retrait du dernier C-160 Transall stationné en outre-mer à cette date remplacé par un CASA CN-235[5].

## Bases
- Base aérienne 188 Djibouti : 1958 -

## Appareils
- Junkers 52 : 1958-1959
- MD 315 Flamant
- C-47 : 1959-
- Max-Holste MH-1521 Broussard
- Sikorsky H-19 : 1963-1967
- Sikorsky H-34 : 1967-1972
- Alouette II : 1967-...
- Nord 2501 Noratlas : 1967-1983
- Alouette III : ...-1997
- SA330 Puma : 1996-... (3 exemplaires en 2019
- AS555UN Fennec : 1993, 1997-...
- C-160 Transall : 1983-2019
- CASA CN-235 : 2019-... (un exemplaire en 2019)